# Босутска култура
Босутска култура је термин који се односи на културу Старијег гвозденог доба, на простору данашње Србије, која је тако названа по археолошком налазишту на Босуту. Босутска културна група издвојена је као посебна појава на територији Војводине и западне Србије. Босутској култури је била сродна Басараби култура. Према једном мишљењу, носиоци Босутске културе су били Трибали, а према другом мишљењу Дако-Гети.

## Ископавања
Налазиште је откривено 1880. године, а прва ископавања започета су 1964. године у организацији Музеја Срема из Сремске Митровице, где су и депоновани пронађени предмети. Резултати ископавања показали су да је реч о вишеслојном историјском насељу.
Ово налазиште је постало епоним за идентификацију сродних културних појава ширег балканског простора за период старијег гвозденог доба. Године 1975. настављени су радови на локалитету и трајали су до 1988.

## Локалитет Градина
Главни чланак: Градина на Босуту.
Локалитет Градина налази се у атару села Вашице код Шида, на левој обали реке Босут. Резултати досадашњих истраживања показали су да се ради о вишеслојном праисторијском насељу следеће хронолошко-стратиграфске слике:
- неолит — насеље сопотско-ленђелске културе
- енеолит — култура Болерас-Чернавода III
- рано и средње бронзано доба — винковачка и ватинска култура
- старије гвоздено доба — материјал босутске културе са три развојне фазе
- млађе гвоздено доба — насеље Скордиска

## Остали локалитети
Други значајни локалитети Босутске културе су Гомолава, Жидовар, Феудвар и Калакача.

## Периодизација
Босутска култура се развијала током готово целог Раног гвозденог доба, од 9. века п. н. е. до великих миграција у средњој Европи и јужној Панонској низији, које су завршене инвазијом келтских племена у Подунављу око 4. века п. н. е.
Ова култура се дели на три фазе:
- Калакача-Босут
- Басараби
- Босут III

Најранија насеља Босутске културе вуку директне корене из касног бронзаног доба Белегишке културе.